# Ramiro Blas
Ramiro Blas (Mar del Plata, 27 de septiembre de 1966) es un actor y presentador argentino.
Es reconocido por interpretar el peligroso Doctor Carlos Sandoval en la serie policíaca Vis a Vis y por interpretar al hombre desfigurado en Down a Dark Hall.

## Trayectoria

### Televisión
| Año         | Proyecto                      | Rol                        | Notas         |
| ----------- | ----------------------------- | -------------------------- | ------------- |
| 2000        | Los médicos de hoy            | Andres                     | 2 episodios   |
| 2001        | Reality Reality               | Participante               | Ganador       |
| 2002        | Franco Buenaventura, el profe | Dionisio                   | 1 episodio    |
| 2002        | Infieles                      | Fernando                   | 1 episodio    |
| 2002        | El precio del poder           | Lucas                      | 1 episodio    |
| 2002        | Tiempo Final                  | Policía "Ep: Noche real"   | 1 episodio    |
| 2003        | Soy gitano                    | Pepito                     | 1 episodio    |
| 2003        | Resistiré                     | Dr. Horacio Fraga          | 1 episodio    |
| 2004        | Culpable de este amor         | Víctor Musad               | 4 episodios   |
| 2004        | Cuentos clásicos de terror    | Claudio                    | 1 episodio    |
| 2005        | Sálvame María                 | Manuel                     | 1 episodio    |
| 2006        | El tiempo no para             | Gabriel                    | 2 episodios   |
| 2007        | El comisario                  | Tobías Simón Padilla       | 2 episodios   |
| 2008        | Los hombres de Paco           |                            | 3 episodios   |
| 2008        | Sin tetas no hay paraíso      |                            | 2 episodios   |
| 2009        | Hospital Central              | Pascual                    | 6 episodios   |
| 2010        | Gavilanes                     |                            | 5 episodios   |
| 2010        | Física o química              | Ricardo López Castaño      | 6 episodios   |
| 2012        | La fuga                       | Santos Salgado             | 10 episodios  |
| 2012        | El barco                      | Teo                        | 3 episodios   |
| 2012        | El secreto de Puente Viejo    | Diego Ayala                | 20 episodios  |
| 2012 - 2013 | El don de Alba                | El hombre sin rostro       | 13 episodios  |
| 2015        | Cuéntame cómo pasó            | Vivaldi                    | 3 episodios   |
| 2015        | Águila Roja                   |                            | 1 episodio    |
| 2015 - 2019 | Vis a vis                     | Dr. Carlos Sandoval Castro | 29 episodios  |
| 2017        | El Ministerio del Tiempo      | Rafael Urdaneta            | 1 episodio    |
| 2017 - 2018 | Golpe al corazón              | Dr.Javier Mansilla         | 105 episodios |
| 2019        | Señoras del (h)AMPA           | Lagarto                    | 2 episodios   |
| 2020        | Vis a vis: El oasis           | Carlos Sandoval Castro     | 2 episodios   |
| 2020        | Rauhantekijä                  | Asier Garcia               | 6 episodios   |
| 2021        | ByAnaMilán                    | Padre de Adolfo            | 1 episodio    |
| 2021 - 2022 | El internado: Las Cumbres     | Darío Mendoza              | 15 episodios  |
| 2023        | El silencio                   | Natanael Torroja           | 6 episodios   |
| 2023        | Black Sunday                  | Paco                       | 4 episodios   |

### Cine
| Cine                     | Cine                     | Cine                 | Cine                                     |
| Año                      | Título                   | Rol                  | País                                     |
| ------------------------ | ------------------------ | -------------------- | ---------------------------------------- |
| 1999                     | Héroes y demonios        | Fernandez            | Bandera de Argentina                     |
| 2002                     | Pasajero 10542           | Alonso Ortegui       | Bandera de Argentina                     |
| 2005                     | Solo un ángel            | Eduardo Burone       | Bandera de Argentina                     |
| 2007                     | Nevar en Buenos Aires    | Dante Garvino        | Bandera de Argentina                     |
| 2009                     |                          |                      |                                          |
| Las viudas de los jueves | Maitre                   | Bandera de Argentina |                                          |
| 2010                     | Sin retorno              | Carmona              | Bandera de Argentina · Bandera de España |
| 2014                     | REC 4: Apocalipsis       | Jefe                 | Bandera de España                        |
| 2017                     | Bajo la rosa             | Hombre de negro      | Bandera de España                        |
| 2020                     | Estandar                 | Juan                 | Bandera de España                        |
| 2020                     | La gaucha (cortometraje) | Gabriel              | Bandera de España                        |
| 2021                     | La pasajera              | Carlos Blasco        | Bandera de España                        |
| 2024                     | Palacio Estilistas       | Joaquin              | Bandera de España                        |

### Radio
Metro 95.1
- Freestyle
- Weekender